# 坪達也
坪 達也（つぼ たつや、1978年1月5日）は、日本のディスクジョッキー（DJ）、ナレーターである。神奈川県横浜市出身。FM BIRD所属。

## 人物・概要
高校在学の頃からDJやリポーターを経験。
沖縄好きが高じて水中写真を撮り始める。趣味はスキンダイビング、シュノーケリング
スキー歴20年、日本スキー連盟SAJ2級取得。
ジョギングが日課。
好きな音楽のジャンルは問わず、特に民俗音楽（沖縄、バリなど）、ピアノジャズに詳しい。
アーティストとしては、Babyface、Jamiroquai、THE BOOM、BEGIN、orange pekoe、森山直太朗、秦基博。
特技はスキンダイビング、スキー(スキー歴20年)、写真、WEBデザイン。
家電や電化製品の知識が豊富。圧力鍋など駆使するウチメシも得意。
最近のお気に入りはスロージューサー。
酒と食の組み合わせで、日常生活を豊かにする工夫を忘れないDJ。

## 職歴

### ラジオ
- アフタヌーン・パラダイス（FM世田谷・ミュージックバード、2015年9月1日 - 2020年9月29日）
- AIR CRUISE（FMヨコハマ、2005年04月 - 2006年03月）
- 事業スポット、映画告知、来日アーチスト告知スポットなど多数。

### テレビ
- J-SPORTS「SNOW LIFE」
- 『Keep Running』「走る」魅力に迫る（全6話）(FOX International Channels　2013年-2014年）
- FOX International Channels　事業スポットなど多数。

### 館内放送
- DPEショップ「PALETTE PLAZA」店内放送
- IKSPIARI　 「Studio IKSPIARI」館内放送

### その他
- イ・ビョンホン　ジャパンオフィシャルファンクラブ　イベントMC
- Disney on CLASSIC  ナビゲーター